# Alliance réformiste (Saint-Marin)
Ne doit pas être confondu avec Alliance réformiste.
L'Alliance réformiste (en italien : Alleanza Riformista ; abrégé en AR) est une coalition politique saint-marinaise fondée en octobre 2023. Elle est composée du Mouvement idéal socialiste, Nous Saint-Marinais et du parti Ēlego.

## Histoire
L'Alliance réformiste (AR) est formée le 14 avril 2023 par Nous Saint-Marinais — alors membre de Nous pour la République — et le Mouvement idéal socialiste. Cette coalition comprend également les anciens conseillers généraux du Parti socialiste (PS) Alessandro Mancini et Giacomo Simoncini. Le PS perd alors tout représentation au sein du Grand Conseil général,,. Elle tient le 21 octobre son « assemblée des adhérents », cette réunion lui permet de statuer sur son règlement et de former son bureau composée de l'ancien capitaine-régent Gian Nicola Berti et de Rossano Fabbri.
L'AR décide de former en mars 2024 une alliance électorale avec le Parti démocrate-chrétien (PDCS) en vue des élections législatives anticipées de 2024. La coalition est présentée le 18 avril sous le nom de Démocrate et liberté. Un jour auparavant, le 17 avril, le parti Ēlego décide de rejoindre l'Alliance réformiste,,. À l'issue du scrutin, Démocratie et liberté remporte 26 sièges sur 60, dont 4 pour l'AR, frôlant la majorité absolue au Grand Conseil général. La coalition conclu un accord de gouvernement de coalition avec l'alliance de centre gauche menée par Saint-Marin Libre, cette décision amène à des tensions au sein de l'AR.

## Résultats électoraux

### Élections législatives
| Élection | Voix  | %    | Sièges | +/– | Gouvernement |
| -------- | ----- | ---- | ------ | --- | ------------ |
| 2024     | 1 269 | 6,98 | 4 / 60 | Nv  | Gouvernement |